# 焦点影业
焦点影业（Focus Features，以前的名称有 USA Films, Universal Focus 和 Good Machine）是NBC環球下属的环球影业子公司，主要制作和发行艺术电影、独立电影。
2002年，USA Films、Universal Focus及Good Machine三家公司合并组成焦点影业公司。

## 外国发行商

### 澳大利亚
- Roadshow Entertainment
- Icon Film Distribution
- Universal Pictures

### 英国
- Momentum Pictures
- Entertainment Film Distributors
- Universal Pictures
- Pathe

焦点影业在北美发行的最成功的电影是2005年的《断背山》，它获得了8304万美圆的票房。在国际上最成功的是2008年的《阅后即焚》，收获了1.61亿美圆。2009年发行的动画电影《第十四道門》(焦点影业没有参与制作)为本公司带来了可观的收益。